# Liberia, Costa Rica
Liberia är en provinshuvudstad i Costa Rica.   Den ligger i provinsen Guanacaste, i den västra delen av landet, 170 km nordväst om huvudstaden San José. Liberia ligger 148 meter över havet och antalet invånare är 45 380.
Terrängen runt Liberia är platt åt sydväst, men åt nordost är den kuperad. Runt Liberia är det glesbefolkat, med 14 invånare per kvadratkilometer. Det finns inga andra samhällen i närheten. Omgivningarna runt Liberia är en mosaik av jordbruksmark och naturlig växtlighet.